# Neurogomphus alius
Neurogomphus alius är en trollsländeart som beskrevs av Cammaerts 2004. Neurogomphus alius ingår i släktet Neurogomphus och familjen flodtrollsländor. IUCN kategoriserar arten globalt som livskraftig. Inga underarter finns listade i Catalogue of Life.